# Symphurus callopterus
Symphurus callopterus är en fiskart som beskrevs av Munroe och Mahadeva, 1989. Symphurus callopterus ingår i släktet Symphurus och familjen Cynoglossidae. IUCN kategoriserar arten globalt som livskraftig. Inga underarter finns listade i Catalogue of Life.